# Aphileta centrasiatica
Aphileta centrasiatica är en spindelart som beskrevs av Kirill Yeskov 1995. Aphileta centrasiatica ingår i släktet Aphileta och familjen täckvävarspindlar.
Artens utbredningsområde är Kazakstan. Inga underarter finns listade i Catalogue of Life.